# Arthur Upham Pope

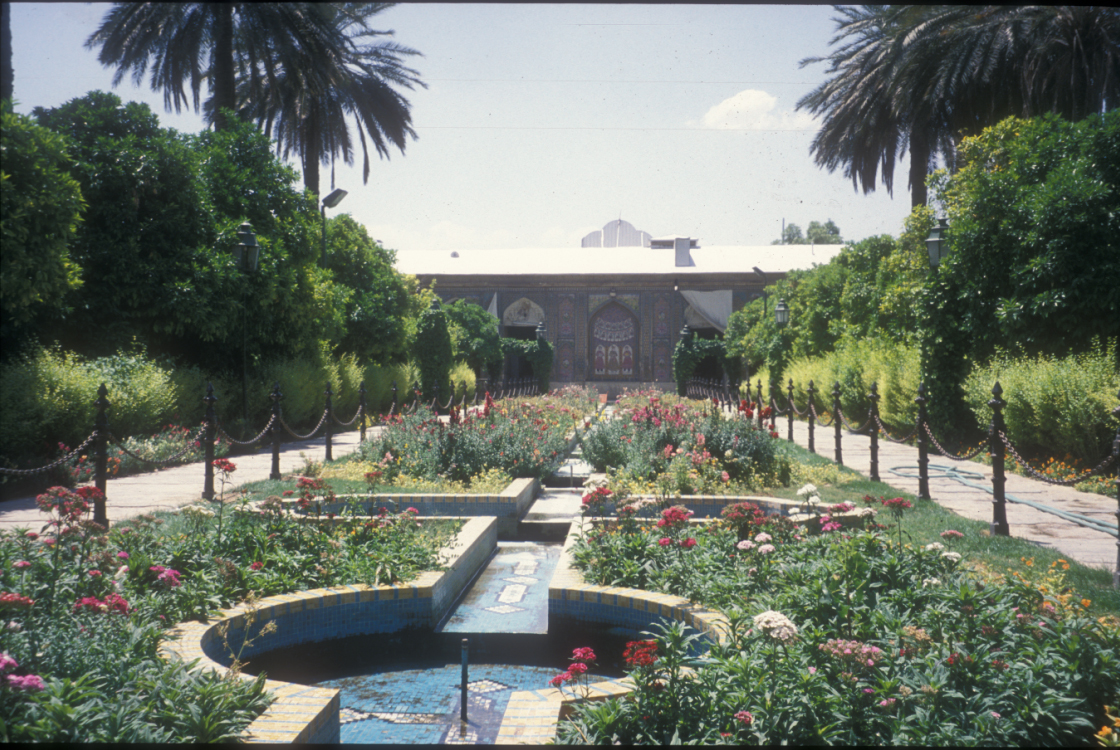
Naranjestan-e Ghavam, före detta Asieninstitutet vid Shiraz universitet.

Arthur Upham Pope, född 1881 i Phoenix på Rhode Island, död 1969, var en amerikansk arkeolog, konsthistoriker, iranist och iranofil.
Pope undervisade vid Amherst College och University of California. Han gifte sig med konsthistorikern Phyllis Ackerman 1920. 1923 utsågs Pope till föreståndare för California Palace of the Legion of Honor. Två år senare åkte han till Iran för att avsluta ett forskningsprojekt och tjänstgöra som konstrådgivare åt den iranska staten.
1925 etablerade han American Institute for Persian Art and Archaeology, som senare blev Asia Institute i New York och deras unika arbete genom forskning, publikationer och utställningar fortsatte fram till Popes död. 1964 bjöds Pope och hans fru att leda Asiensinstitutet vid Shiraz universitet som omvandlades till ett oberoende forskningscenter 1966 då paret bosatte sig permanent i Iran. De levde i Iran fram till sin död och finns begravda vid Zayanderud floden i Isfahan.
Popes främsta verk är den monumentala översikt Survey of Persian Art som han kom ut 1938-.

## Verk i urval
- Art, artist, and layman : a study of the teaching of the visual arts, Cambridge, 1937.
- A survey of Persian art from prehistoric times to the present, red., Phyllis Ackerman, London, 1938-.
- Persian architecture : the triumph of form and color, New York, 1965.
- Persian architecture, London, 1969.